# Sulejewo (powiat leszczyński)
Sulejewo (pol. hist. Sulewo) – wieś w Polsce położona w województwie wielkopolskim, w powiecie leszczyńskim, w gminie Lipno.

## Historia
Miejscowość pierwotnie związana była z Wielkopolską. Ma metrykę średniowieczną i istnieje co najmniej od końca XIII wieku. Wtedy nazywała się Sulewo. Po raz pierwszy wymieniana w dokumencie zapisanym po łacinie z 1294 Suleuo, 1327 Zulewo, 1362 Sulewo, 1420 Szulewo, 1439 Suleyow, 1481 Schulewo, Sulovo, 1510 Sulyewo, 1530 Sulevo, 1548 Szuliewo, 1563 Szulyewo, 1564 Suliewo.
Wieś Sulejewo była własnością rycerską, przejściowo klasztorną, a później szlachecką należącą do lokalnej szlachty wielkopolskiej z rodu Sulewskich, którzy od nazwy wsi utworzyli swoje odmiejscowe nazwisko. W 1481 miejscowość należała do powiatu kościańskiego Korony Królestwa Polskiego, a w 1419 należała do parafii Goniębice.
W 1294 (według falsyfikatu z 1302) książę wielkopolski Przemysł II potwierdził posiadłości opactwa benedyktynów w Lubiniu wymieniając m.in. darowiznę Piotra dziedzica Sulejewa, który miał dać swój źreb klasztorowi, o ile umrze bezpotomnie. Kolejny zapis historyczny z 1391 jest pisemnym poręczeniem Dobrogosta z Włościejewiek kasztelana gieckiego, który ręczył Dobiesławowi zwanemu Zadora za uwolnienie od roszczeń osób trzecich darowizny majątku w Sulejewie.
Wieś założona została w średniowieczu na prawie polskim. W 1362 król polski Kazimierz Wielki ze względu na wierną służbę Andrzeja burgrabiego pyzdrskiego i jego brata Piotra, dziedziców w Drzeczkowie, przeniósł ich wsie Drzeczkowo, Mórkowo, Sulejewo, Wolkowo oraz Łącko na prawo średzkie nadając jednocześnie tym dobrom immunitet ekonomiczny oraz sądowy.
W 1401 odnotowano, że mieszkańcy wsi Sulejewo oraz innych wsi nie stawili się na zebranie opolne. W latach 1412–1438 właścicielem we wsi był Janusz Sulewski, a w latach 1468–1491 Andrzej Sulewski. W 1420 imiennie odnotowani zostali miejscowi kmiecie Pecz oraz Marcin. W 1423 Mikołaj sołtys sulejewski toczył proces z Przybysławem Gryżyńskim. W 1468 burmistrz oraz rajcy z Osiecznej oznajmili że klasztor lubiński zawarł ugodę z Jakubem domownikiem Andrzeja Sulewskiego w sprawie prawa bliższości do majątku po bracie Jakuba. W 1526 imiennie odnotowano kmieci mieszkających we wsi – Wrzoska oraz Grada.
W latach 1472–1531 właścicielem wsi byli bracia Jan oraz Gabriel Sulewski synowie Macieja. W 1481 Jan zapisał żonie Annie po 100 kóp groszy posagu oraz wiana na połowie Sulejewa. W 1526 Barbara Gorzyńska wdowa po Gabrielu Sulewskim toczyła spór sądowy ze swym szwagrem Janem Sulewskim o wygnanie z jej dóbr oprawnych w Sulejejwe zapisanych przez zmarłego męża. W 1526 woźny sądowy ogłosił wyrok, że sąd wydzielił wdowie jej oprawę w Sulejewie w postaci połowy dworu, stajnię, zagrodę i połowy dwóch innych zagród, połowę łana zamienionego przez zmarłego Gabriela na folwark, 1/8 stawów, jezior i błot, wszystkie sprzęty domowe, 1/4 ról osiadłych przez kmieci Wrzoska, Grada oraz 1/8 ról zamieszkanych przez zagrodników, a także 1/8 lasów, 1/8 łąk oraz strug. Po korzystnym dla siebie wyroku w 1527 Barbara sprzedała swoją oprawę zapisaną na Sulejewie za 110 grzywien Piotrowi Bojanowskiemu.
W 1510 odnotowano czynsz w wysokości 2 grzywien jaki ciążył na Sulejewie na rzecz altarii w Kąkolewie. W 1531 Jan Sulewski sprzedałe z zastrzeżeniem prawa wykupu Katarzynie Sulewskiej, żonie Wojciecha Kotowieckiego, jeden łan opuszczony w Sulejewie leżący przy granicy z Górką za 11 grzywien. Majętności we wsi ma także w latach 1509–1522 Gabriel Sulewski brat Jana, który w 1521 zapisał swojej żonie Barbarze Gorzyńskiej po 55 grzywien posagu i wiana na połowie Sulejewa. W połowie XVI wieku jako właściciele odnotowani są Marcin oraz Łukasz Sulewscy. W 1589 Piotr Gałęski pozwał Marcina Sulewskiego o wyłowienie ryb z sadzawek w Sulejewie zwanych Kurdwańcze i Chocholcze.
Miejscowość odnotowały historyczne rejestry podatkowe. W 1510 odnotowano w Sulejewie jeden łan osiadły, 8 i 1/4 łanów opustoszałych oraz folwark. W 1530 pobór od jednego łana. W 1563 pobór od 2 i 1/4 łana, karczmy dorocznej, jednego komornika. W 1564 w Sulejewie było 3 i 1/4 łana. W 1566 pobrano podatki od 2 i 1/4 łana oraz 3 zagrodników. W 1580 pobór odbył się z części Marcina Sulewskiego od 1,5 łana, od 2 zagrodników po 4 grosze, a z części Piotra Gałęskiego od pługa najemnego robotnika zwanego ratajem, jednego zagrodnika oraz od 12 wypasanych owiec.
Wieś szlachecka zapisana jako Suliewo położona była w 1580 roku w powiecie kościańskim województwa poznańskiego w Rzeczypospolitej Obojga Narodów.
Po rozbiorach Polski miejscowość wraz z całą Wielkopolską znalazła się w zaborze pruskim.
W latach 1975–1998 miejscowość należała administracyjnie do województwa leszczyńskiego.